# Cassandro (filme)
Cassandro é um filme de drama biográfico americano de 2023 dirigido por Roger Ross Williams a partir de um roteiro de Ross Williams e David Teague. É estrelado por Gael García Bernal, Roberta Colindrez, Perla De La Rosa, Joaquín Cosío, Raúl Castillo, El Hijo del Santo e Bad Bunny. Teve sua estreia mundial no Festival de Cinema de Sundance de 2023 em 20 de janeiro de 2023 e foi lançado pela Amazon MGM Studios em um lançamento limitado em 15 de setembro de 2023, antes de ser transmitido via Prime Video em 22 de setembro de 2023.

## Enredo
No início da década de 1980, o lutador gay Saúl Armendáriz mora em El Paso, Texas, e cruza regularmente a fronteira para Ciudad Juárez, no México, para participar de lutas de lucha libre. Ele luta como El Topo até conhecer uma nova treinadora, Sabrina, que sugere que ele compita como um exótico, levando à sua nova identidade e aumentando o sucesso como Cassandro.

## Elenco
- Gael García Bernal como Saúl Armendáriz/Cassandro
- Roberta Colindrez como Sabrina
- Pérola da Rosa como Jocasta
- Joaquín Cosío como Lorenzo
- Raul Castillo como Gerardo/El Comandante
- El Hijo del Santo como ele mesmo
- Bad Bunny como Felipe

## Produção
Em julho de 2020, Gael García Bernal se juntou ao elenco do filme, com Roger Ross Williams definido para dirigir a partir de um roteiro que escreveu ao lado de David Teague, com a Amazon Studios em negociações para distribuição. Eles escreveram o roteiro ao longo de vários anos. Cassandro é o primeiro filme narrativo de Williams. Ele contou anteriormente a história de Cassandro em seu documentário de 2016, The Man Without a Mask. Em junho de 2021, Roberta Colindrez e Bad Bunny se juntaram ao elenco do filme, com Amazon Studios oficialmente definido para distribuição. O estúdio mais tarde mudaria para um filme Metro-Goldwyn-Mayer após o lançamento, após a formação da Amazon MGM Studios Distribution.

## Música
A trilha sonora é de Marcelo Zarvos. O filme traz canções da era disco, como "Call Me" do Blondie e "Yes Sir, I Can Boogie" do Baccara.

## Lançamento
O filme teve sua estreia mundial no Festival de Cinema de Sundance de 2023 em 20 de janeiro de 2023. Também foi exibido no 50º Festival de Cinema de Telluride em 2 de setembro de 2023. Foi lançado pela Amazon MGM Studios em um lançamento limitado em 15 de setembro de 2023, antes de ser transmitido via Prime Video em 22 de setembro de 2023.

## Recepção
No site agregador de resenhas Rotten Tomatoes, 92% das 130 resenhas dos críticos são positivas, com uma classificação média de 7,3/10. O consenso do site diz: "Gael García Bernal rouba corações como o carismático Cassandro nesta cinebiografia alegre sobre um lutador que triunfa no mundo machista da Lucha Libre enquanto abraça seu verdadeiro eu." O Metacritic, que usa uma média ponderada, atribuiu ao filme uma pontuação de 76 em 100, com base em 34 críticos, indicando "críticas geralmente favoráveis".
David Rooney, do The Hollywood Reporter, chamou o filme de uma "cinebiografia divertida, que funciona como uma representação deslumbrante do amor entre mãe e filho e uma exploração emocionante da identidade queer destemida em um ambiente machista", acrescentando: "Gael García Bernal acerta seu melhor papel em anos, apresentando uma performance repleta de humor atrevido, resiliência e autoconfiança radical."
Carlos Aguilar da Indiewire avaliou o filme como B+, escrevendo: "'Cassandro' equilibra a exaltação triunfante da evolução singular de Arbendáriz como um pioneiro que não pretendia se tornar um, com o preconceito óbvio, ainda não totalmente eliminado, que fez sua trajetória tão significativo e inovador em primeiro lugar."
Ross Bonaime, do Collider, escreveu que o filme "é fascinante e muitas vezes comovente, e Bernal apresenta possivelmente seu melhor desempenho nesta bela história de se encontrar e se tornar quem você sempre deveria ser".

## Prêmios e indicações
| Associações                      | Data da cerimônia      | Categoria                      | Nomeações          | Resultado |
| -------------------------------- | ---------------------- | ------------------------------ | ------------------ | --------- |
| Astra Film Awards                | 6 de janeiro de 2024   | Melhor Ator Internacional      | Gael García Bernal | Venceu    |
| Astra Film Awards                | 6 de janeiro de 2024   | Melhor Atriz Internacional     | Roberta Colindrez  | Indicada  |
| GLAAD Media Awards               | 14 de março de 2024    | Melhor Filme – Streaming ou TV | Cassandro          | Pendente  |
| Women Film Critics Circle Awards | 18 de dezembro de 2023 | Melhor Ator                    | Gael García Bernal | 4º lugar  |